# روبرت إيرل
روبرت إيرل (بالإنجليزية: Robert Earle)‏ هو مذيع أمريكي، ولد في 5 يناير 1926 في بالدوين في الولايات المتحدة.